# 奇万·加里斯
奇万·加里斯（英語：Kiwane Garris，1974年9月24日—），美国NBA联盟职业篮球运动员。